# Nikołaj Bodurow
Nikołaj Georgiew Bodurow (buł. Николай Георгиев Бодуров, ur. 30 maja 1986 w Błagojewgradzie) – bułgarski piłkarz grający na pozycji prawego lub środkowego obrońcy. Reprezentant reprezentacji Bułgarii.

## Życiorys

### Kariera klubowa
Bodurow pochodzi z Błagojewgradu. Karierę piłkarską rozpoczął w tamtejszym klubie Pirin Błagojewgrad. Do kadry pierwszego zespołu awansował w 2005 roku. 1 października 2005 zadebiutował w pierwszej lidze bułgarskiej w przegranym 0:3 wyjazdowym meczu z Beroe Stara Zagora. W sezonie 2006/2007 grał z Pirinem w drugiej lidze, a w latach 2007–2009 ponownie w pierwszej. W 2009 Bodurow przeszedł do Liteksu Łowecz. W nowym zespole swój debiut zanotował 30 sierpnia 2009 w zwycięskim 3:0 domowym meczu z PFK Montana. W 2010 roku wywalczył z Liteksem swoje pierwsze w karierze mistrzostwo kraju, a następnie zdobył też Superpuchar Bułgarii. W 2011 roku ponownie został mistrzem Bułgarii. W latach 2014–2016 był zawodnikiem angielskiego klubu Fulham F.C. z EFL Championship, skąd wypożyczony był do duńskiego FC Midtjylland z Superligaen. Następnie występował w CSKA Sofia z Pyrwa profesionałna futbołna liga (2017–2020) i irańskim Esteghlal Teheran z Iran Pro League (2020).  

### Kariera reprezentacyjna
W reprezentacji Bułgarii Bodurow zadebiutował 8 października 2010 w wygranym 1:0 meczu eliminacji do Euro 2012 z Walią, rozegranym w Cardiff.

## Statystyki

### Klubowe
Stan na 17 marca 2013
| Sezon   | Klub               | Kraj     | Rozgrywki | Mecze | Bramki |
| ------- | ------------------ | -------- | --------- | ----- | ------ |
| 2005/06 | Pirin Błagojewgrad | Bułgaria | A PFG     | 13    | 0      |
| 2006/07 | Pirin Błagojewgrad | Bułgaria | Grupa B   | 19    | 0      |
| 2007/08 | Pirin Błagojewgrad | Bułgaria | A PFG     | 27    | 1      |
| 2008/09 | Pirin Błagojewgrad | Bułgaria | A PFG     | 22    | 0      |
| 2009/10 | Liteks Łowecz      | Bułgaria | A PFG     | 18    | 0      |
| 2010/11 | Liteks Łowecz      | Bułgaria | A PFG     | 25    | 2      |
| 2011/12 | Liteks Łowecz      | Bułgaria | A PFG     | 19    | 3      |
| 2012/13 | Liteks Łowecz      | Bułgaria | A PFG     | 18    | 0      |

### Reprezentacyjne
Stan na 26 marca 2013
| Mecze i gole w reprezentacji | Mecze i gole w reprezentacji | Mecze i gole w reprezentacji | Mecze i gole w reprezentacji | Mecze i gole w reprezentacji | Mecze i gole w reprezentacji | Mecze i gole w reprezentacji |
| #                            | Data                         | Stadion                      | Rywal                        | Wynik                        | Gol                          | Rozgrywki                    |
| 2010                         | 2010                         | 2010                         | 2010                         | 2010                         | 2010                         | 2010                         |
| ---------------------------- | ---------------------------- | ---------------------------- | ---------------------------- | ---------------------------- | ---------------------------- | ---------------------------- |
| 1.                           | 08.10.2010                   | Cardiff, Walia               | Walia                        | 1:0                          | 0                            | el. Euro 2012                |
| 2.                           | 12.10.2010                   | Stambuł, Turcja              | Turcja                       | 2:0                          | 0                            | towarzyski                   |
| 3.                           | 17.11.2010                   | Sofia, Bułgaria              | Serbia                       | 0:1                          | 0                            | towarzyski                   |
| 2011                         |                              |                              |                              |                              |                              |                              |
| 4.                           | 04.06.2011                   | Londyn, Anglia               | Anglia                       | 2:2                          | 0                            | el. Euro 2012                |
| 5.                           | 10.08.2011                   | Mińsk, Białoruś              | Białoruś                     | 1:0                          | 0                            | towarzyski                   |
| 6.                           | 02.09.2011                   | Sofia, Bułgaria              | Anglia                       | 0:3                          | 0                            | el. Euro 2012                |
| 7.                           | 06.09.2011                   | Bazylea, Szwajcaria          | Szwajcaria                   | 1:3                          | 0                            | el. Euro 2012                |
| 2012                         |                              |                              |                              |                              |                              |                              |
| 8.                           | 29.02.2012                   | Győr, Węgry                  | Węgry                        | 1:1                          | 0                            | towarzyski                   |
| 9.                           | 26.05.2012                   | Amsterdam, Holandia          | Holandia                     | 2:1                          | 0                            | towarzyski                   |
| 10.                          | 29.05.2012                   | Salzburg, Austria            | Turcja                       | 0:2                          | 0                            | towarzyski                   |
| 11.                          | 15.08.2012                   | Sofia, Bułgaria              | Cypr                         | 1:0                          | 0                            | towarzyski                   |
| 12.                          | 07.09.2012                   | Sofia, Bułgaria              | Włochy                       | 2:2                          | 0                            | el. MŚ 2014                  |
| 13.                          | 11.09.2012                   | Sofia, Bułgaria              | Armenia                      | 1:0                          | 0                            | el. MŚ 2014                  |
| 14.                          | 12.10.2012                   | Sofia, Bułgaria              | Dania                        | 1:1                          | 0                            | el. MŚ 2014                  |
| 15.                          | 16.10.2012                   | Praga, Czechy                | Czechy                       | 0:0                          | 0                            | el. MŚ 2014                  |
| 16.                          | 14.11.2012                   | Sofia, Bułgaria              | Ukraina                      | 0:1                          | 0                            | towarzyski                   |
| 2013                         |                              |                              |                              |                              |                              |                              |
| 17.                          | 22.03.2013                   | Sofia, Bułgaria              | Malta                        | 6:0                          | 0                            | el. MŚ 2014                  |
| 18.                          | 26.03.2013                   | Kopenhaga, Dania             | Dania                        | 1:1                          | 0                            | el. MŚ 2014                  |